# قائمة مواقع التراث العالمي في أرمينيا

تحدد منظمة الأمم المتحدة للتربية والعلم والثقافة يونسكو جميع مواقع التراث العالمي ذات القيمة العالمية البارزة للتراث الثقافي أو الطبيعي والتي تم ترشيحها من قبل الدول الموقعة على اتفاقية التراث العالمي لليونسكو، والتي تم تأسيسها في عام 1972. يتكون التراث الثقافي من المعالم الأثرية (مثل الأعمال المعمارية، المنحوتات الأثرية والنقوش) ومجموعات المباني والمواقع (بما في ذلك المواقع الأثرية). تُعرَّف السمات الطبيعية (التي تتكون من تكوينات فيزيائية وبيولوجية)، والتكوينات الجيولوجية والفسيولوجية (بما في ذلك موائل الأنواع المهددة من الحيوانات والنباتات)، والمواقع الطبيعية المهمة من وجهة نظر العلم أو الحفظ أو الجمال الطبيعي، على أنها طبيعية التراث. صادقت أرمينيا على الاتفاقية في 5 سبتمبر 1993.
اعتبارًا من عام 2021، يوجد في أرمينيا ثلاثة مواقع في القائمة، مع أربعة مواقع إضافية في القائمة المؤقتة. كان أول موقع تم إدراجه في أرمينيا هو أديرة هاجبات وصنعين، في عام 1996. وفي عام 2000، تم توسيع الموقع ليشمل دير ساناهين. في عام 2000، تمت إضافة موقعين آخرين، كاتدرائية وكنائس فاغارشابات بالإضافة إلى موقع زفارتنوتس الأثري، دير غيغارد ووادي أزات الأعلى. جميع المواقع الثلاثة هي مواقع ثقافية.

## القائمة

### القائمة الأصلية
قائمة اليونسكو المواقع تحت عشرة معايير؛ يجب أن يفي كل إدخال بواحد على الأقل من المعايير. المعايير من الأول إلى السادس ثقافية، في حين أن المعايير من السابع إلى العاشر طبيعية.
| الاسم                                              | الصورة                                                         | الموقع         | سنة التسجيل | النوع | ملاحظات |
| -------------------------------------------------- | -------------------------------------------------------------- | -------------- | ----------- | ----- | --- |
| أديرة هاجبات وساناهين                              | Haghbat Monastery, church buildings in stone                   | محافظة لوري    | 1996        | ثقافي | تم تشييد أديرة هاجبات وساناهين في النصف الثاني من القرن العاشر تحت رعاية الملكة خسروفانوش، زوجة الملك أشوت الثالث. كانت مراكز مهمة للتعلم. تمت إضافة مبانٍ إضافية في كلا المجمعين حتى القرن الثالث عشر. من الناحية المعمارية، تجمع الأديرة بين ميزات العمارة الكنسية البيزنطية مع الأنماط الإقليمية العامية من القوقاز. تم إدراج دير هاجبات (في الصورة) كموقع للتراث العالمي في عام 1996، وأضيف دير صنعين في عام 2000. |
| دير غيغارد ووادي أزات الأعلى                       | View at a church with cliffs in the background through an arch | محافظة كوتايك  | 2000        | ثقافي | يقع دير دير غيغارد في مضيق وادي أزات. تأسست في القرن الرابع، وفقًا لتقليد غريغوريوس المستنير، بعد اعتماد المسيحية كدين للدولة في أرمينيا. يعود تاريخ المجمع الرئيسي إلى القرن الثالث عشر. وهي تضم كنائس منحوتة في الصخر ومقابر وزنازين سكنية وعدة خاتشكار. كان الدير مركزًا كنسيًا وثقافيًا مهمًا لأرمينيا في العصور الوسطى.                                                                                               |
| كاتدرائية وكنائس فاغارشابات وموقع زفارتنوتس الأثري | Etchmiadzin Cathedral, a large building complex in stone       | محافظة آرماوير | 2000        | ثقافي | يغطي هذا الموقع الكنائس التي توضح تطور وتطور العمارة الكنسية الأرمنية. تشمل الكنائس في إتشميادزين (التي تسمى اليوم فاغارشابات) كاتدرائية إتشميادزينه (التي تأسست عام 301)، وكنيسة القديس جايان (التي تأسست عام 630)، وكنيسة القديس هريبسيم (618)، وكنيسة شوغاكات (التي بنيت عام 1694 على كنيسة صغيرة من القرن الرابع). تم بناء كنيسة زفارتنوتس في القرن السابع لكنها دمرت في القرن العاشر، ربما بسبب الزلزال.         |

### القائمة المؤقتة
بالإضافة إلى المواقع المدرجة في قائمة التراث العالمي، يمكن للدول الأعضاء الاحتفاظ بقائمة من المواقع المؤقتة التي قد تفكر في ترشيحها. يتم قبول الترشيحات لقائمة التراث العالمي فقط إذا كان الموقع مدرجًا مسبقًا في القائمة المؤقتة. اعتبارًا من عام 2021، كان لدى أرمينيا أربعة مواقع من هذا القبيل في قائمتها المؤقتة.
| الاسم                                                    | الصورة                                                                         | الموقع             | سنة التسجيل | النوع | ملاحظات |
| -------------------------------------------------------- | ------------------------------------------------------------------------------ | ------------------ | ----------- | ----- | --- |
| الموقع الأثري لمدينة دفين                                | Ancient stone capital with fern-like relief at the archaeological site of Dvin | أرارات             | 1995        | ثقافي | بنى الملك خسروف الثالث قصرًا في دفين في القرن الرابع، ليكون بمثابة عاصمة أرمينيا ومقرًا للكاثوليك. خلال فترة أرمينيا الفارسية وتحت الخلافة، عمل دفين كمركز إقليمي. في القرن الثالث عشر، دمرها المغول لاحقا.    |
| البازيليكا والموقع الأثري في اليروق                      | The ruins of Yererouk Basilica                                                 | محافظة شيراك       | 1995        | ثقافي | تم بناء الكاتدرائية في القرن الرابع الميلادي وهي واحدة من أقدم المعالم المسيحية في أرمينيا. لقد تضرر من زلزال في القرن السابع عشر وهو الآن خراب.                                                             |
| دير نورافانك ووادي أماغو العلوي                          | Stone church building, mountains in the background                             | محافظة وايوتس تسور | 1995        | مختلط | يعود تاريخ الدير إلى القرن الثالث عشر ويقع في مضيق نهر. تم تصميم بعض المباني في المجمع من قبل المهندس المعماري موميك.                                                                                        |
| دير تاتيف وتاتيفي أنابات والمناطق المجاورة لوادي فوروتان | Stone church building on a cliff, look from above                              | مقاطعة سيونيك      | 1995        | مختلط | يقع دير وتاتيفي، الذي يعود تاريخه إلى القرنين التاسع والثالث عشر، فوق مضيق فوروتان، بينما يقع دير تاتيفي أنابات من القرن السابع عشر في أسفل الوادي. الخانق، بعمق 850 مترًا (2790 قدمًا)، هو الأعمق في أرمينيا. |